# Alstroemeria spathulata
Alstroemeria spathulata är en alströmeriaväxtart som beskrevs av Karel Presl. Alstroemeria spathulata ingår i släktet alströmerior, och familjen alströmeriaväxter. Inga underarter finns listade i Catalogue of Life.